# Thomas Fehling (Musiker)
Thomas Fehling (* 1940 in Trelleborg; † 4. Oktober 2009 in Linköping) war ein schwedischer Jazzmusiker (Tenorsaxophon) und Architekt.

## Leben und Wirken
Fehling, dessen ältere Brüder Jazz spielten, begann schon früh Klarinette zu spielen und setzte sein Studium am Konservatorium von Malmö während seiner Schulzeit fort. Als 17-Jähriger erwarb er ein Tenorsaxophon. Bald spielte er im Orchester von Lasse Lindström und gewann 1958 den Kul i tre-Jazz. Im selben Jahr belegte Lasse Lindströms Sextett mit Gilbert Holmström den zweiten Platz im TV-Jazz.
Fehling spielte während seiner Studienzeit an der Technischen Hochschule Chalmers in den frühen 1960er Jahren in einem zunächst von Sonny Rollins inspirierten Trio in verschiedenen Jazzclubs in Göteborg. Das Trio erweiterte sich zu einem Sextett, unter anderem mit seinem Bruder Clas Fehling und mit Gilbert Holmström (der nach Göteborg zog), erkundete den freien Jazz und ist dokumentiert auf dem Album Svensk jazzhistoria vol. 9 (1960-1964). In dieser Zeit engagierte sich Fehling auch bei Chalmersspexet und erweiterte so die musikalischen Bezüge. 1963 wirkte er beim „Happening Concert“ von Lasse Werner und Kurt Lindgren im Moderna Museet mit. Im Duo mit dem Bassisten Hans Löfman trat er landesweit auf.
Fehling kam 1980 nach Linköping, wo er als Architekt tätig war, aber weiterhin in verschiedenen Konstellationen spielte, etwa mit dem Pianisten Kjell Larsson im Fehling-Larsson Quartett und im klavierlosen, an Rollins orientierten Trio mit Hans Löfman Bass und Pär-Ivan Pärson Schlagzeug (Reunion). Anschließend spielte er über 20 Jahre in der Folkgruppe Tombola, mit der er 2009 auch in China auftrat. In seinen letzten Jahren spielte Fehling gelegentlich im Quintett von Lars Sundberg.